# X-SIZE

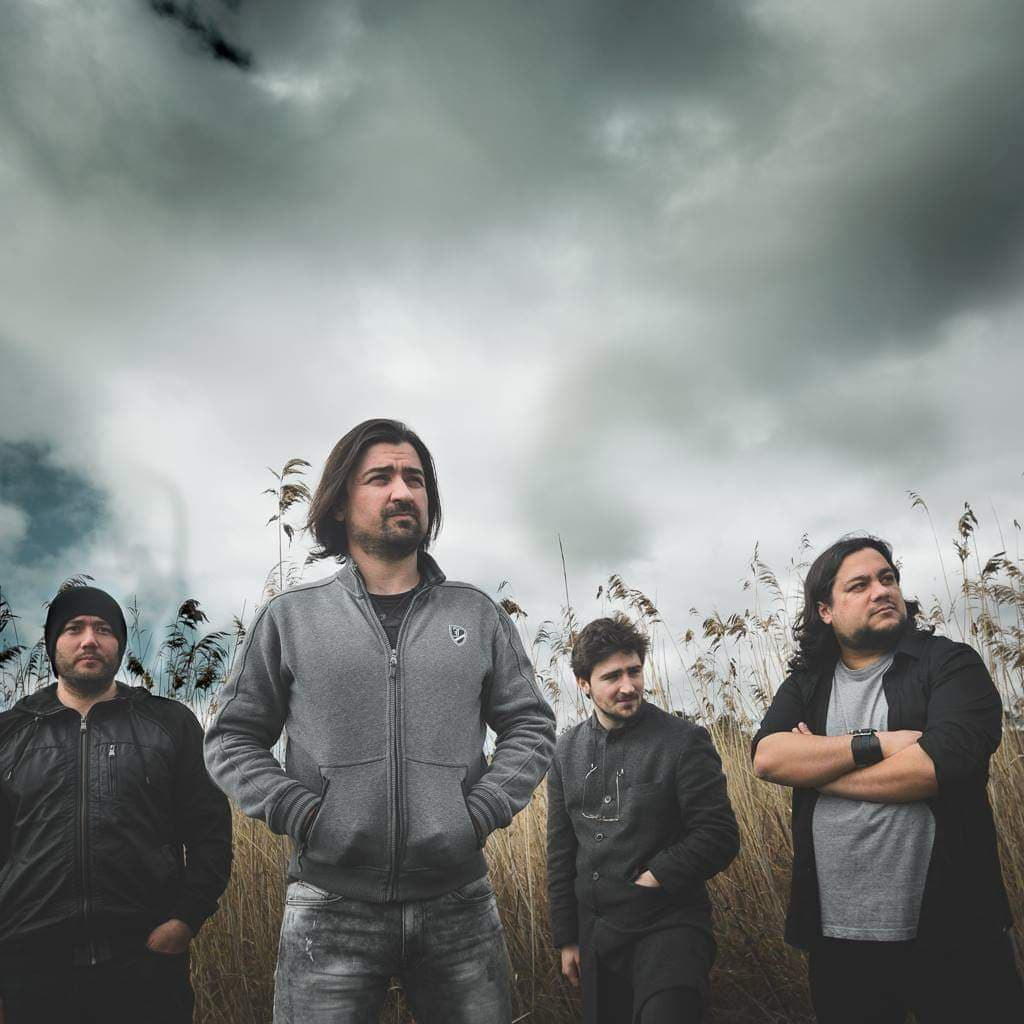

X-SIZE é uma banda de Hard Rock / Metal de Cartaxo, Portugal, formada em 1998.

## História
No ano de 1998 surgiam os Excise, uma banda de rock formada pelos colegas de escola Pedro Bívar ( Guitarra ) e Pedro Almeida (Bateria). Após alguns concertos, demo-tapes e mudanças de formação, a banda decide editar o seu primeiro trabalho de estúdio “Back To The Oldschool” em 2004, já sem o baterista Pedro Almeida.
Tendo partilhado palcos com artistas como Tara Perdida, EasyWay, ASide, a banda separa-se por divergências entre os seus membros.
Em 2012 a banda surge com o nome X-SIZE, liderada por um dos membros fundadores Pedro Bívar (guitarra), Daniel Saldanha (baixo), Alex VanTrue( voz) e Robert Kudlek (bateria). Juntos lançam o EP “Some Kind Of Reason”, bem recebido pelos fans da banda, o que motivou a mesma a avançar para um novo trabalho.
Em 2015, a banda lança “Nobody Cares”, numa alusão crítica à falta de mercado e projeção do rock e metal. Os temas “Hot Jesus” e “Never Deny” são alvo de boas críticas, e recebem tempo de antena em algumas rádios influentes em Portugal. O álbum é apresentado ao vivo na abertura de um espetáculo da lenda do Heavy Metal Paul Di’Anno.
Juntamente com o álbum a banda lança o videoclip do tema “Never Deny”, tendo sido mencionado no mais importante portal de internet do país SAPO.PT.
O tema “Hot Jesus” recebe também um vídeo, em formato acústico e com a participação do jovem prodígio da guitarra Portuguesa Ricardo Gordo.
Ainda no mesmo ando, a banda atinge as finais nacionais do concurso “Hard Rock Rising”, onde participaram 60 bandas Portuguesas. Numa boa prestação, são elogiados pelo júri, onde constava João Pedro Pais, consagrado músico Português.
Em 2016 o vocalista Alex Vantrue abandona a banda por divergências com os restantes membros, e a banda lança o single “Some Kind Of Reason” com a participação vocal de Johnny Icon ( Icon and the Black Roses). O tema é bem recebido e ganha airplay nas rádios nacionais e internacionais. A banda encontra no vocalista Leonel Silva a voz e experiência necessária para substituir Alex Vantrue, e segue em frente para a gravação de um novo álbum “Back to Clay”, lançando o single “ Hands “.

## Membros
Hoje
- Leonel Silva - Voz (desde 2018)
- Pedro Bívar- Guitarra (desde     1998)
- Daniel Saldanha - Baixo (desde     2003)
- Tomás Borralho - Bateria (desde     2014)

Ex-membros
- Alex Vantrue - Voz 2012-2016
- Robert Kudlek - Bateria 2004-2012
- Ricardo Simões - Guitarra 2002-2005
- Pedro Almeida - Guitarra 1998-1999
- João Boryslav- Voz 2000-2005
- Luis Simões - Guitarra 1998-1999
- Laurentino Santos - Bateria 2003-2004

## Discografia
| - Nobody Cares (2015) - Back to Clay (2020) | - Rock in Cartaxo (2018) - Back to the Oldschool (2005) (como Excise) - Some Kind of Reason (2012) |